# Unione Sportiva Crotone 1975-1976
Questa voce raccoglie le informazioni riguardanti l'Unione Sportiva Crotone nelle competizioni ufficiali della stagione 1975-1976.

## Rosa
| N. |                   | Ruolo | Calciatore            |
| -- | ----------------- | ----- | --------------------- |
|    | Italia (bandiera) | P     | Ruggero Casari        |
|    | Italia (bandiera) | P     | Walter Padovani       |
|    | Italia (bandiera) | D     | Alberto Aceti         |
|    | Italia (bandiera) | D     | Angelo Bonni          |
|    | Italia (bandiera) | D     | Giorgio Cantelli      |
|    | Italia (bandiera) | D     | Salvatore Mastromarco |
|    | Italia (bandiera) | D     | Flaviano Pesce        |
|    | Italia (bandiera) | D     | Ulderico Tretter      |
|    | Italia (bandiera) | C     | Gaetano Falbo         |
|    | Italia (bandiera) | C     | Doriano Maino         |
|    | Italia (bandiera) | C     | Michele Moro          |

| N. |                   | Ruolo | Calciatore          |
| -- | ----------------- | ----- | ------------------- |
|    | Italia (bandiera) | C     | Camillo Orsi        |
|    | Italia (bandiera) | C     | Pier Nicola Virgili |
|    | Italia (bandiera) | A     | Adriano Abate       |
|    | Italia (bandiera) | A     | Sergio Baradello    |
|    | Italia (bandiera) | A     | Giuseppe Cavallaro  |
|    | Italia (bandiera) | A     | Domenico Ferrante   |
|    | Italia (bandiera) | A     | Angelo Labellarte   |
|    | Italia (bandiera) | A     | Gabriele Messina    |
|    | Italia (bandiera) | A     | Alessandro Santini  |
|    | Italia (bandiera) | A     | Giovanni Scigliano  |
|    | Italia (bandiera) | A     | Luciano Vatieri     |

## Risultati

### Serie C 1975-1976

#### Girone di andata
| Crotone 14 settembre 1975 1ª giornata | Crotone             | 0 – 0 | Lecce | Stadio Ezio Scida (5 000 spett.)\| Arbitro: \| Gazzarri (Macerata) \| |
| Arbitro:                              | Gazzarri (Macerata) |       |       |                                                                       |

| Messina 21 settembre 1975 2ª giornata                                                      | Messina   | 2 – 2                       | Crotone | Stadio Giovanni Celeste |
| \| \| \| \| \| Musa 44’ (rig.) Parolini 54’ \| Marcatori \| 22’ Abate 61’ (aut.) Giglio \| |           |                             |         |                         |
|                                                                                            |           |                             |         |                         |
| Musa 44’ (rig.) Parolini 54’                                                               | Marcatori | 22’ Abate 61’ (aut.) Giglio |         |                         |

| Crotone 28 settembre 1975 3ª giornata                                         | Crotone   | 4 – 0 | Marsala | Stadio Ezio Scida |
| \| \| \| \| \| Abate 43’ Labellarte 48’ Baradello 74’, 80’ \| Marcatori \| \| |           |       |         |                   |
|                                                                               |           |       |         |                   |
| Abate 43’ Labellarte 48’ Baradello 74’, 80’                                   | Marcatori |       |         |                   |

| Messina 5 ottobre 1975 4ª giornata                             | Siracusa  | 1 – 1          | Crotone | Stadio Vittorio Emanuele III |
| \| \| \| \| \| Mangiapane 3’ \| Marcatori \| 22’ Labellarte \| |           |                |         |                              |
|                                                                |           |                |         |                              |
| Mangiapane 3’                                                  | Marcatori | 22’ Labellarte |         |                              |

| Crotone 12 ottobre 1975 5ª giornata         | Crotone   | 1 – 0 | Potenza | Stadio Ezio Scida |
| \| \| \| \| \| Bonni 79’ \| Marcatori \| \| |           |       |         |                   |
|                                             |           |       |         |                   |
| Bonni 79’                                   | Marcatori |       |         |                   |

| Messina 19 ottobre 1975 6ª giornata                                          | Benevento | 3 – 0 | Crotone | Stadio Gennaro Meomartini |
| \| \| \| \| \| Cornaro 5’ Jancarelli 9’ Franceschelli 35’ \| Marcatori \| \| |           |       |         |                           |
|                                                                              |           |       |         |                           |
| Cornaro 5’ Jancarelli 9’ Franceschelli 35’                                   | Marcatori |       |         |                           |

| Crotone 26 ottobre 1975 7ª giornata                     | Crotone   | 1 – 0 | Nocerina | Stadio Ezio Scida |
| \| \| \| \| \| Labellarte 55’ (rig.) \| Marcatori \| \| |           |       |          |                   |
|                                                         |           |       |          |                   |
| Labellarte 55’ (rig.)                                   | Marcatori |       |          |                   |

| Torre del Greco 2 novembre 1975 8ª giornata     | Turris    | 0 – 1         | Crotone | Stadio Amerigo Liguori |
| \| \| \| \| \| \| Marcatori \| 1’ Labellarte \| |           |               |         |                        |
|                                                 |           |               |         |                        |
|                                                 | Marcatori | 1’ Labellarte |         |                        |

| Caserta 9 novembre 1975 9ª giornata              | Casertana | 0 – 1          | Crotone | Stadio Alberto Pinto |
| \| \| \| \| \| \| Marcatori \| 17’ Labellarte \| |           |                |         |                      |
|                                                  |           |                |         |                      |
|                                                  | Marcatori | 17’ Labellarte |         |                      |

| Crotone 16 novembre 1975 10ª giornata | Crotone | 0 – 0 | Salernitana | Stadio Ezio Scida |

| Arbitro: | Zanchetta (Treviso) |

|  |           |                             |
|  | Marcatori | Qualano 35’, 80’ Blasig 50’ |

| Crotone 30 novembre 1975 12ª giornata | Crotone | 0 – 0 | Bari | Stadio Ezio Scida |

| Campobasso 7 dicembre 1975 13ª giornata        | Reggina   | 1 – 0 | Crotone | Stadio Michele Bianchi |
| \| \| \| \| \| Fragasso 46’ \| Marcatori \| \| |           |       |         |                        |
|                                                |           |       |         |                        |
| Fragasso 46’                                   | Marcatori |       |         |                        |

| Arbitro: | Morganti (Ascoli Piceno) |

|             |           |  |
| Messina 90’ | Marcatori |  |

| Cosenza 21 dicembre 1975 15ª giornata | Cosenza | 0 – 0 | Crotone | Stadio San Vito |

| Sorrento 4 gennaio 1976 16ª giornata                                    | Sorrento  | 2 – 1                 | Crotone | Stadio Italia |
| \| \| \| \| \| Scarpa 28’, 76’ \| Marcatori \| 76’ (rig.) Labellarte \| |           |                       |         |               |
|                                                                         |           |                       |         |               |
| Scarpa 28’, 76’                                                         | Marcatori | 76’ (rig.) Labellarte |         |               |

| Crotone 11 gennaio 1976 17ª giornata                            | Crotone   | 1 – 0          | Pro Vasto | Stadio Ezio Scida |
| \| \| \| \| \| Labellarte 40’ \| Marcatori \| 50’ Lo Vecchio \| |           |                |           |                   |
|                                                                 |           |                |           |                   |
| Labellarte 40’                                                  | Marcatori | 50’ Lo Vecchio |           |                   |

| Crotone 18 gennaio 1976 18ª giornata        | Crotone   | 0 – 1     | Barletta | Stadio Ezio Scida |
| \| \| \| \| \| \| Marcatori \| 14’ Conte \| |           |           |          |                   |
|                                             |           |           |          |                   |
|                                             | Marcatori | 14’ Conte |          |                   |

| Trapani 25 gennaio 1976, ore 14:30 UTC+1 19ª giornata | Trapani | 0 – 0 | Crotone | Stadio Polisportivo Provinciale |

#### Girone di ritorno
| Lecce 1 febbraio 1976 20ª giornata                                                                   | Lecce     | 3 – 2                                | Crotone | Stadio Carlo Pranzo |
| \| \| \| \| \| Montenegro 14’, 82’ Fatta 37’ \| Marcatori \| 36’ (aut.) Loprieno 39’ (Labellarte) \| |           |                                      |         |                     |
| |           |                                      |         |                     |
| Montenegro 14’, 82’ Fatta 37’                                                                        | Marcatori | 36’ (aut.) Loprieno 39’ (Labellarte) |         |                     |

| Crotone 8 febbraio 1976 21ª giornata | Crotone | 0 – 0 | Messina | Stadio Ezio Scida |

| Marsala 15 febbraio 1976 22ª giornata | Marsala | 0 – 0 | Crotone | Stadio Antonino Lombardo Angotta |

| Crotone 22 febbraio 1976 23ª giornata            | Crotone   | 1 – 0 | Siracusa | Stadio Ezio Scida |
| \| \| \| \| \| Labellarte 57’ \| Marcatori \| \| |           |       |          |                   |
|                                                  |           |       |          |                   |
| Labellarte 57’                                   | Marcatori |       |          |                   |

| Potenza 29 febbraio 1976 24ª giornata       | Potenza   | 0 – 1     | Crotone | Stadio Alfredo Viviani |
| \| \| \| \| \| \| Marcatori \| 61’ Abate \| |           |           |         |                        |
|                                             |           |           |         |                        |
|                                             | Marcatori | 61’ Abate |         |                        |

| Crotone 7 marzo 1976 25ª giornata                                                      | Crotone   | 1 – 2                                    | Benevento | Stadio Ezio Scida |
| \| \| \| \| \| Messina 45’ \| Marcatori \| 7’ Carlo Sartori 65’ Paolo Franceschelli \| |           |                                          |           |                   |
|                                                                                        |           |                                          |           |                   |
| Messina 45’                                                                            | Marcatori | 7’ Carlo Sartori 65’ Paolo Franceschelli |           |                   |

| Nocera Inferiore 14 marzo 1976 26ª giornata | Nocerina  | 0 – 1     | Crotone | Stadio San Francesco d'Assisi |
| \| \| \| \| \| \| Marcatori \| 65’ Abate \| |           |           |         |                               |
|                                             |           |           |         |                               |
|                                             | Marcatori | 65’ Abate |         |                               |

| Crotone 21 marzo 1976 27ª giornata | Crotone | 0 – 0 | Turris | Stadio Ezio Scida |

| Crotone 28 marzo 1976 28ª giornata | Crotone | 0 – 0 | Casertana | Stadio Ezio Scida |

| Salerno 4 aprile 1976 29ª giornata           | Salernitana | 1 – 0 | Crotone | Stadio Donato Vestuti |
| \| \| \| \| \| Marchi 66’ \| Marcatori \| \| |             |       |         |                       |
|                                              |             |       |         |                       |
| Marchi 66’                                   | Marcatori   |       |         |                       |

| Crotone 11 aprile 1976 30ª giornata | Crotone            | 0 – 0 | Campobasso | Stadio Ezio Scida\| Arbitro: \| Madonna (Ercolano) \| |
| Arbitro:                            | Madonna (Ercolano) |       |            |                                                       |

| Bari 18 aprile 1976 31ª giornata                                | Bari      | 2 – 0 | Crotone | Stadio della Vittoria |
| \| \| \| \| \| Bergamo 17’ Sciannimanico 79’ \| Marcatori \| \| |           |       |         |                       |
|                                                                 |           |       |         |                       |
| Bergamo 17’ Sciannimanico 79’                                   | Marcatori |       |         |                       |

| Crotone 25 aprile 1976 32ª giornata             | Crotone   | 1 – 0 | Reggina | Stadio Ezio Scida |
| \| \| \| \| \| Scigliano 15’ \| Marcatori \| \| |           |       |         |                   |
|                                                 |           |       |         |                   |
| Scigliano 15’                                   | Marcatori |       |         |                   |

| Arbitro: | Patrussi (Arezzo) |

|           |           |  |
| Fiore 22’ | Marcatori |  |

| Crotone 9 maggio 1976 34ª giornata                                                   | Crotone   | 3 – 1     | Cosenza | Stadio Ezio Scida |
| \| \| \| \| \| Scigliano 12’ Labellarte 57’, 87’ (rig.) \| Marcatori \| 77’ Losio \| |           |           |         |                   |
|                                                                                      |           |           |         |                   |
| Scigliano 12’ Labellarte 57’, 87’ (rig.)                                             | Marcatori | 77’ Losio |         |                   |

| Crotone 16 maggio 1976 35ª giornata | Crotone | 0 – 0 | Sorrento | Stadio Ezio Scida |

| Vasto 23 maggio 1975 36ª giornata                                             | Pro Vasto | 1 – 0    | Crotone | Stadio Aragona |
| \| \| \| \| \| Marcolini 27’ (rig.) Quaresima 42’ \| Marcatori \| 89’ Moro \| |           |          |         |                |
|                                                                               |           |          |         |                |
| Marcolini 27’ (rig.) Quaresima 42’                                            | Marcatori | 89’ Moro |         |                |

| Barletta 30 maggio 1975 37ª giornata                                 | Barletta  | 2 – 1     | Crotone | Stadio Cosimo Puttilli |
| \| \| \| \| \| Conte 38’ Pellegrini 85’ \| Marcatori \| 17’ Abate \| |           |           |         |                        |
|                                                                      |           |           |         |                        |
| Conte 38’ Pellegrini 85’                                             | Marcatori | 17’ Abate |         |                        |

| Crotone 6 giugno 1976, ore 16:00 UTC+1 38ª giornata                             | Crotone   | 1 – 2                           | Trapani | Stadio Ezio Scida |
| \| \| \| \| \| Cavallaro 80’ \| Marcatori \| 25’ Banella 74’ (rig.) Beccaria \| |           |                                 |         |                   |
|                                                                                 |           |                                 |         |                   |
| Cavallaro 80’                                                                   | Marcatori | 25’ Banella 74’ (rig.) Beccaria |         |                   |

## Statistiche

### Statistiche di squadra
| Competizione                    | Punti | In casa | In casa | In casa | In casa | In casa | In casa | In trasferta | In trasferta | In trasferta | In trasferta | In trasferta | In trasferta | Totale | Totale | Totale | Totale | Totale | Totale | DR   |
| Competizione                    | Punti | G       | V       | N       | P       | Gf      | Gs      | G            | V            | N            | P            | Gf           | Gs           | G      | V      | N      | P      | Gf     | Gs     | DR   |
| ------------------------------- | ----- | ------- | ------- | ------- | ------- | ------- | ------- | ------------ | ------------ | ------------ | ------------ | ------------ | ------------ | ------ | ------ | ------ | ------ | ------ | ------ | ---- |
| Serie C                         | 30    | 19      | 7       | 9       | 3       | 15      | 7       | 19           | 4            | 5            | 10           | 12           | 23           | 38     | 11     | 14     | 13     | 27     | 30     | -13  |
| Coppa Italia Semiprofessionisti | ?     | ?       | ?       | ?       | ?       | ?       | ?       | ?            | ?            | ?            | ?            | ?            | ?            | ?      | ?      | ?      | ?      | ?      | ?      | ?    |
| Totale                          | 30+   | 19+     | 7+      | 9+      | 3+      | 15+     | 7+      | 19+          | 4+           | 5+           | 10+          | 12+          | 23+          | 38+    | 11+    | 14+    | 13+    | 27+    | 30+    | -13+ |

### Statistiche dei giocatori
| Giocatore      | Nome campionato | Nome campionato | Nome campionato | Nome campionato | Coppa Italia Semiprofessionisti | Coppa Italia Semiprofessionisti | Coppa Italia Semiprofessionisti | Coppa Italia Semiprofessionisti | Totale   | Totale | Totale      | Totale     |
| Giocatore      | Presenze        | Reti            | Ammonizioni     | Espulsioni      | Presenze                        | Reti                            | Ammonizioni                     | Espulsioni                      | Presenze | Reti   | Ammonizioni | Espulsioni |
| -------------- | --------------- | --------------- | --------------- | --------------- | ------------------------------- | ------------------------------- | ------------------------------- | ------------------------------- | -------- | ------ | ----------- | ---------- |
| R. Casari      | 9               | -7              | 0               | 0               | ?                               | ?                               | ?                               | ?                               | 9+       | -7+    | 0+          | 0+         |
| W. Padovani    | 30              | -23             | 0               | 0               | ?                               | ?                               | ?                               | ?                               | 30+      | -23+   | 0+          | 0+         |
| A. Aceti       | 30              | 0               | 0               | 0               | ?                               | ?                               | ?                               | ?                               | 30+      | 0+     | 0+          | 0+         |
| A. Bonni       | 34              | 1               | 0               | 0               | ?                               | ?                               | ?                               | ?                               | 34+      | 1+     | 0+          | 0+         |
| G. Cantelli    | 32              | 0               | 0               | 0               | ?                               | ?                               | ?                               | ?                               | 32+      | 0+     | 0+          | 0+         |
| S. Mastromarco | 7               | 0               | 0               | 0               | ?                               | ?                               | ?                               | ?                               | 7+       | 0+     | 0+          | 0+         |
| F. Pesce       | 9               | 0               | 0               | 0               | ?                               | ?                               | ?                               | ?                               | 9+       | 0+     | 0+          | 0+         |
| U. Tretter     | 16              | 0               | 0               | 0               | ?                               | ?                               | ?                               | ?                               | 16+      | 0+     | 0+          | 0+         |
| G. Falbo       | 1               | 0               | 0               | 0               | ?                               | ?                               | ?                               | ?                               | 1+       | 0+     | 0+          | 0+         |
| D. Maino       | 18              | 0               | 0               | 0               | ?                               | ?                               | ?                               | ?                               | 18+      | 0+     | 0+          | 0+         |
| M. Moro        | 33              | 1               | 0               | 0               | ?                               | ?                               | ?                               | ?                               | 33+      | 1+     | 0+          | 0+         |
| C. Orsi        | 5               | 0               | 0               | 0               | ?                               | ?                               | ?                               | ?                               | 5+       | 0+     | 0+          | 0+         |
| S. Baradello   | 19              | 2               | 0               | 0               | ?                               | ?                               | ?                               | ?                               | 19+      | 2+     | 0+          | 0+         |
| G. Cavallaro   | 6               | 1               | 0               | 0               | ?                               | ?                               | ?                               | ?                               | 6+       | 1+     | 0+          | 0+         |
| D. Ferrante    | 36              | 0               | 0               | 0               | ?                               | ?                               | ?                               | ?                               | 36+      | 0+     | 0+          | 0+         |
| A. Labellarte  | 35              | 11              | 1               | 0               | ?                               | ?                               | ?                               | ?                               | 35+      | 11+    | 1+          | 0+         |
| G. Messina     | 16              | 2               | 0               | 0               | ?                               | ?                               | ?                               | ?                               | 16+      | 2+     | 0+          | 0+         |
| A. Santini     | 19              | 0               | 0               | 0               | ?                               | ?                               | ?                               | ?                               | 19+      | 0+     | 0+          | 0+         |
| G. Scigliano   | 8               | 2               | 0               | 0               | ?                               | ?                               | ?                               | ?                               | 8+       | 2+     | 0+          | 0+         |
| L. Vatieri     | 30              | 0               | 0               | 0               | ?                               | ?                               | ?                               | ?                               | 30+      | 0+     | 0+          | 0+         |
| P. N. Virgili  | 31              | 0               | 0               | 0               | ?                               | ?                               | ?                               | ?                               | 31+      | 0+     | 0+          | 0+         |
| A. Abate       | 30              | 5               | 0               | 0               | ?                               | ?                               | ?                               | ?                               | 30+      | 5+     | 0+          | 0+         |